# アルタン・トプチ (ロブサンダンジン)
ロブサンダンジン『アルタン・トプチ』（モンゴル語: Алтан товч, ᠠᠯᠲᠠᠨ
ᠲᠣᠪᠴᠢ）は、ロブサンダンジン(bLo bzaṅ bstan 'jin)によって編纂されたモンゴル年代記。『黄金史綱』とも訳される。『アルタン・トプチ』と呼ばれる年代記はこの他に著者不明のもの（『アルタン・トプチ (著者不明)』）と、メルゲン・ゲゲンによるもの（『アルタン・トプチ (メルゲン・ゲゲン)』）があるため、編者の名を付してロブサンダンジン『アルタン・トプチ』（略してロ氏『アルタン・トプチ』）、あるいは著者不明『アルタン・トプチ』よりも後に知られたので『新アルタン・トプチ(Altan tobči nova)』とも呼ばれる。現在、この年代記の写本はモンゴル国立中央図書館に一本だけ所蔵されている。

## 名称
ロブサンダンジン『アルタン・トプチ』の正式な呼称は『エルテヌ・ハドン・ウンドゥスレグセン・トロ・ヨソノ・ジョキヤリ・トヴチラン・ホリヤグサン・アルタン・トヴチ・ケメク・オロシヴァイ(Erten-ü qad-un ündüsülegsen törö yosun-u jokiyal-i tobčilan quriyaγsan tobči kemekü orosibai)：古のハンらを根源とする政治の由の著作を簡略にし集めたアルタン・トプチというもの』という。

## 編者
この『アルタン・トプチ』の最後に
| 「 | あー、奇蹟ある、神通力ある聖者ら、ハンらの根源を種々の歴史から、比丘であるシャシャナ・ダラ、ロブサンダンジンといわれる国師が、広大なる大国を〔一つに〕つなげるがよい。と努め記させたそれによって、衆生すべてを白き功徳により支配し、命、齢が長くなって、安寧と喜び持つ者となるがよい。 | 」 |

と記されており、ここに記されるロブサンダンジンがこの『アルタン・トプチ』の編者であると考えられている。
このロブサンダンジンについては比丘(ayaγ-a tegimlig)とか国師(güüsi)という呼び方で呼ばれていることから、チベット仏教の僧侶（ラマ）であったことは間違いない。ジャムツァラーノ(Žamtsarano)はロブサンダンジンについては何も知らないとするが、ただモンゴル文『五台山志』の著者であり、17世紀の後半から18世紀前半に活動した人物であると述べている。『五台山志』すなわち『Uda-yin tabun aγulan-u orusil süsügsen-ü čikin-ü čimeg orusibai：五台山の序、信者の耳飾り』には、著者が自らスマディシャシャナダラ、あるいはグシュリ（グシ）・ロブサンダンジンと表明していることを紹介している。また『五台山志』は1721年に著されたものであること、ロブサンダンジンはハルハのザヤ・パンディタ・ペリンレイ（1642年 - 1715年）の弟子であったことと紹介している。しかし、ロブサンダンジンのこれ以上の経歴はわからない。

## 内容
1. インド，チベットの王統
2. チンギス・ハーンの生誕からモンゴル統一まで
3. オゲデイ・ハーンから順帝トゴン・テムルまで
4. 14世紀末から17世紀前半まで
5. チンギス・ハーン家の系譜と旗の関係
6. ハラチン部の系譜
7. ハラチンとチャハルの抗争

ロ氏『アルタン・トプチ』の特徴は、チンギス・ハーンに関することについて『元朝秘史』の記述を多く利用しているところにある。しかし、ここで引用されている『元朝秘史』は現在伝わっている『元朝秘史』そのものではなく、別のタイプであり、『元朝秘史』に記されていない多くの伝承も含まれている。また、ロ氏『アルタン・トプチ』は著者不明『アルタン・トプチ』に加筆をおこなったものであり、1677年に編纂された『アサラクチ史』も利用していることが吉田順一，石濱裕美子の研究によって明らかとなった。

## 成立年
このロ氏『アルタン・トプチ』は初期のモンゴル年代記と同様に編纂年代を記していない。そのため編纂年代についてはいろいろな見解が出されている。
- 1649年から1736年の間説…モステールト(Mostaert)はロ氏『アルタン・トプチ』にオルドス部が六旗からなると記されていることに注目し、オルドスが六旗に編成されたのは1649年で、七旗に編成されたのが1736年のことであるから、編纂された年代はその間であると考えた（1952年）。
- 1651年から1655年の間説…ハイッシヒ(Heissig)はロ氏『アルタン・トプチ』にチャハル王家のブルニ親王（1651年生まれ）については記しているが、彼が1674年に起こした清朝に対する反乱については記していないこと、ハラチン王家の最新王公としてブラの名を記しているが、その子については言及していないこと、しかし1735年に編纂された『蒙古世系譜』にはダライとロミという子がいたと記されていること、そのうちダライは1655年に生まれていることなどから、編纂年代は1651年から1655年の間であると結論した（1959年）。
- 17世紀の終わりから18世紀の初め説…ビラ(Бира)はロブサンダンジンが著した『五台山志』は1721年に編纂されたものであること、また著者はこの時代に起きた事件のすべてを知っていたわけではないし、また知っても何らかの理由で書き得なかったことなどを根拠に、ロ氏『アルタン・トプチ』は17世紀のほぼ終わりから18世紀の初めに編纂されたと述べている（1978年）。
- 1677年以降説…石濱裕美子がロ氏『アルタン・トプチ』が1677年に編纂された『アサラクチ史』を利用していることを論証したため（1986年）、『アサラクチ史』編纂（1677年）以降であるとする。

現在では17世紀末頃という見解が多くの研究者によって受け入れられている。

## 研究史
現在、この年代記の写本はモンゴル国立中央図書館に一本だけ所蔵されており、貝葉経タイプの写本で、188葉からなっている。この写本は1926年、当時モンゴルの科学委員会初代委員長であったジャミヤン公により、セチェン・ハン・アイマク、当時のハルハのバイン・トゥメンの前のサン・ベイセ旗のヨンシイェブ・タイジ（ヨンシイェブのダーリー・タイジ）の所で発見された。この写本はもともとダーリー・タイジの家に代々あったものではなく、バルガ（内蒙古東部）の鑲紅旗のブグシルという者が持っていた。その後、彼の孫であるサムボーの手に渡り、ガンジュルという名の定期市に出されたものをダーリー・タイジが入手した。ジャミヤン公は初め、ソドナムラムジャブという人を介してダーリー・タイジから写本を入手しようとしたが拒否された。その後、ラブダン・ザイサンという人がこの件でダーリー・タイジと話をし、ジャミヤンダグワという金持ちに買い取らせてフレー（現在のウランバートル）のジャミヤン公に渡した。こうしてこの写本はモンゴル科学委員会図書館に蔵されることとなり、現在はモンゴル国立中央図書館の所蔵となっている。
ロ氏『アルタン・トプチ』はその後、ブリヤドフという人物が原写本の写真版を旧ソ連科学アカデミー東洋学研究所にもたらしたほか、ジャミヤン公自身によって書写された写本がフランスの東洋学者ポール・ペリオに寄贈されている。これは貝葉経タイプの266葉からなる写本であるが、原本と比べると異なった表記も見られる。1937年にモンゴル科学委員会はこの『アルタン・トプチ』をモンゴル活字で印刷し、上・下2冊本にして公刊した。表題は黄色のモンゴル文字で『Altan tobči』と記され、500部印刷したことが裏表紙に記されている。当時のモンゴルは旧ソ連以外とは外交関係がなく、このような出版物が公刊されたことは他国に伝わらなかったが、1944年、モンゴルを訪れたアメリカの政治学者でモンゴル研究者としても知られるオーウェン・ラティモアがこの活字本を入手し、アメリカに持ち帰った。1952年にこの活字本はハーバード大学のハーバード燕京研究所からScripta Mongolicaの第一集として写真版で公刊され、一般のモンゴル研究者が容易に見ることができるようになった。その他、モンゴルの研究者シャグダル(Шагдар)はこれを現代モンゴル語に訳し（1957年）、旧ソ連のモンゴル学者シャスティナ(Шастина)は原写本をもとにロシア語訳、並びに注釈を付けて刊行した（1973年）。中国蒙古社会科学院の喬吉はハーバード版を底本にして、改めてモンゴル活字による校訂本を刊行（1984年）。道尓吉は漢訳し、注釈を施している（1993年）。しかし、1937年に公刊されたモンゴル科学委員会の活字本は誤植が多く、正確な意味が取れない箇所がある。1990年、モンゴルのビラ(Бира)によって原版の写真版が公刊され、ようやくその原典の姿を見ることができるようになった。

## 参考資料
- 森川哲雄『モンゴル年代記』（2007年、白帝社、ISBN 9784891748449）